# Mans Middelweerd
Hermanus Antonius Cornelis (Mans) Middelweerd (Cothen, 19 augustus 1920 – Vleuten, 30 juli 2010) was een Nederlandse burgemeester. Hij was jurist en lid van de Katholieke Volkspartij (KVP), die in 1980 opging in het Christen-Democratisch Appèl (CDA).
Middelweerd begon zijn bestuurlijke loopbaan als wethouder te Cothen en werd later burgemeester, eerst in de periode oktober 1966 tot en met juni 1974 van de gemeenten Montfoort en Willeskop en aansluitend daarop van Vleuten-De Meern tot en met maart 1988. Hij werd opgevolgd door Jan Westra, die van Vleuten-De Meern burgemeester is geweest tot de opheffing van deze gemeente per einde 2000.
Mans Middelweerd is behalve bestuurder ook enige tijd volksvertegenwoordiger geweest, namelijk lid van de Provinciale staten van Utrecht. 
Na zijn pensioen bleef Middelweerd zich inzetten voor onder andere de historische waarde van Vleuten. Gedurende de periode 1996-2010 was hij voorzitter van de Broederschap van
Onze Lieve Vrouw van Kevelaer. Ook was hij actief lid van de Vleutense Sint-Willibrordparochie. Vanuit de kerk van deze parochie is hij begraven.

## Onderscheiding
- Officier in de Orde van Oranje-Nassau, 1983